# Parepicedia fimbriata
Parepicedia fimbriata är en skalbaggsart. Parepicedia fimbriata ingår i släktet Parepicedia och familjen långhorningar.

## Underarter
Arten delas in i följande underarter:
- P. f. fimbriata
- P. f. sumatrana
- P. f. luzonica